# 갱 오브 포
갱 오브 포(Gang of Four)는 영국의 포스트 펑크 밴드다. 1977년 영국 북중부에 있는 리즈에서 보컬 존 킹과 기타리스트 앤디 길을 중심으로 결성되었다. 밴드명은 사인방의 영어 표기에서 따온 것이다. 갱오브포는 프랑크푸르트 학파의 사회비평에서 영향을 받았다.
갱 오브 포는 펑크 록, 훵크, 덥 음악 등 다양한 음악을 섞으며 사회, 정치에 걸친 병리적 문제를 강렬한 가사로 표현해왔다. 데뷔 앨범, Entertainment!는, 롤링 스톤 역사상 가장 위대한 음반 500장중 483 위에 올랐으며, 위대한 펑크앨범  5위에 선정되었다. 피치포크는 70년대 최고의 앨범 8위로 꼽았다. 80년대 초반의 앨범들은 메시지가 좀 가벼워졌고 댄스 펑크, 디스코 등이 섞였다. 롤링스톤의 평론가 데이빗 프리케는 록큰롤 역사상 가장 정치적이었던 밴드라고 평가했다.

## 역사
밴드명은 메콘스의 멤버들과 앤디 길, 존 킹이 드라이브하던 중 신문에서 문화 대혁명과 사인방 기사를 보고 지었다.
78년 에든버러에서 Damaged Goods 싱글을 내며 데뷔했다. 인디차트 1위를 했고 인기 DJ 존 필 의 프로그램에서도 인기를 얻었다. 이후 존 필 세션에 두 번 나와 선동적인 공연을 했으며 세계적인 주목을 받았다. 곧이어 유럽과 북미투어를 잡고 EMI와 계약했다.
메이저 첫 싱글인 At Home He's a Tourist는 79년에 나왔다. BBC의 탑 오브 더 팝스에 출연했을때는 가사에서 'rubbers' 대신 'rubbish'를 쓰면 어떻겠는가 하는 권고를 받았다. 이후 BBC는 이 곡을 방송금지했고 레이블도 갱 오브 포가 너무 위험하다고 판단하여 점차 홍보를 줄여나갔다. 대신 EMI가 밀던 밴드는 듀란 듀란이었다.
평론가 스튜어트 메이슨은 이들의 곡 Anthrax에 대해 가장 악명높지만 가장 흥미로운 노래라는 평가를 했다. 1분 가까운 붕붕거리는 하울링 (소리) 기타 인트로가 지나가면 훵키한 리듬 섹션이 등장하고 존 킹은 포스트 펑크시대의 반사랑노래를 부른다. 그는 사랑을 탄저병에 비유한다. 동시에 반대쪽 채널에서는 되기를 원하지 않습니다. " 한편, 다른 스테레오 채널에서는 앤디 길이 그 노래에 사용된 여러 기술에 대한 설명서 혹은 사랑에 관한 논평을 읽어나간다. "대부분의 음악가들이 사랑에 빠지는 노래, 사랑이 얼마나 행복한가에 대한 노래를 만들고 부르기 때문에 왜 이렇게 언제나 사랑노래가 나오는지 궁금해질 지경이다. 사랑의 과소비다."
평론가 폴 몰리는 갱 오브 포를 "닥터 필굿의 예민한 노동계급 블루스를 헨리 카우의 아방가르드와 함께 비비 꼬아놓은 것 같다. 밴드는 의도적으로 선명한 구조, 듣기좋은 멜로디나 하모니를 거부하여 음악 곳곳에 유리조각을 심어두었다"고 평가했다. 또 앤디 길의 기타 연주 스타일은 다른 팀들과 많이 달랐다. 롤링 스톤의 켄 터커는 "흑인음악도 백인음악도 아닌 음악의 중첩, 갱 오브 포는 베이스 기타의 리듬을 반복적으로 넣어 말을 내뱉는 느낌을 준다"
1981년 밴드는 2집 Solid Gold를 내었고 1집과 마찬가지로 비타협적이고 분석적이었다. 전쟁, 노동, 유흥 등을 다루었다. 빌리지 보이스의 반 고쎄는 "밴드에게 개인적인 비전은 중요치않으며 그들의 미감은 어두운 곳에서 다른 음악가들을 비추는 형태다. 이전에는 없던 스타일."이라고 평가했다.

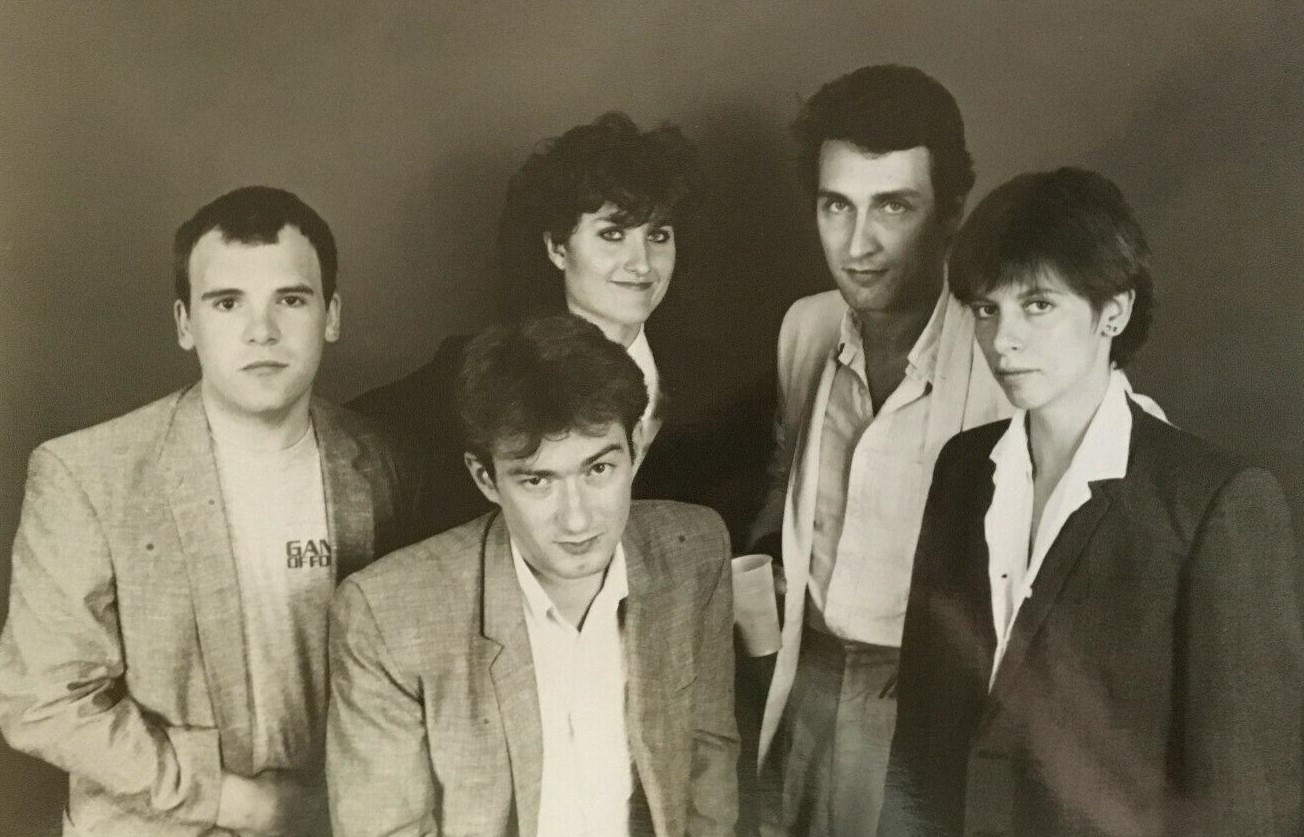
1982년의 모습

멤버 교체후 3집 Songs of the Free를 내었다. 새로 들어온 베이스 사라 리는 로버트 프립과 연주했었다. 여기서 가장 대중친화적인 곡은 I Uniform a Man in a Uniform였지만 이후 포클랜드 전쟁 중에 BBC가 금지곡으로 묶었다. 존 킹의 가사는 항상 논란을 만들곤 했다.
잠시 해산했던 길과 킹은 91년 Mall을 내며 밴드를 재결성했다. 큰 반향을 만들지 못하고 재차 해산했던 그들은 04년에 오리지널 멤버로 밴드를 재결성했고 초기앨범을 재발매하면서 투어를 시작했다. 2011년 앨범 Content를 내었고 70년대 이후 최고작이라는 평가를 받았다. 이후 킹이 탈퇴하고 길이 밴드 명의로 앨범 What Happens Next를 내었다.
갱 오브 포는 80, 90년대 얼터너티브 록 씬에 지속적인 영향을 미쳤다. R.E.M.의 마이클 스타이프는 자신들의 주요 롤모델이라고 밝혀왔다. 레드 핫 칠리 페퍼스의 플리도 갱 오브 포가 자신들의 초기 스타일에 영향을 미쳤다고 했고 커트 코베인은 너바나가 갱 오브 포를 흉내내며 시작했다고 말했다. 코베인은 밴드의 1집 Entertainment를 좋아하는 앨범 50개 중 13위에 올려놓기도 했다. 올뮤직의 앤디 켄만은 갱 오브 포의 영향력은 수많은 랩 메탈 그룹의 연주에서 드러난다고 말했다. 갱 오브 포는 이후 2000년대 들어 포스트 펑크 리바이벌 붐을 타고 재평가받았다.
리더 앤디 길은 2020년 2월 1일 사망했다.

## 앨범 목록
- Entertainment! (EMI, 1979) – UK Number 45, Australia Number 39
- Solid Gold (Warner Bros., 1981) – UK Number 52, US Pop Number 190
- Songs of the Free (Warner Bros., 1982) – UK Number 61, US Pop Number 175
- Hard (Warner Bros., 1983) – US Pop Number 168
- Mall (Polydor, 1991)
- Shrinkwrapped (Castle, 1995)
- Return the Gift (V2, 2005) – 리레코딩
- Content (Yep Roc, 2011)
- What Happens Next (Metropolis/Membran, 2015)